# Памятник жертвам Холокоста (Иерусалим)
Памятник жертвам Холокоста в Иерусалиме — мемориальное сооружение, созданное по проекту народного художника России и Грузии, президента Российской академии художеств Зураба Церетели.

## История
Памятник, посвященный еврейским узникам концентрационных лагерей, передал в дар Израилю президент России Владимир Путин во время своего официального визита в Иерусалим. Он был открыт 28 апреля 2005 года.
Вначале памятник планировалось установить в Москве на Поклонной горе. Затем после согласования визита Путина в Иерусалим было решено подарить его Израилю. В Израиле изначально предполагалась установка в музее Яд ва-Шем, но в связи с изображением на памятнике голых людей он был установлен в саду в резиденции президента Израиля.
После установки памятника газета Маарив, а вслед за ней ряд других изданий написали, что на фигурах изначально отсутствовали признаки обязательного для иудеев обрезания, и эта деталь спешно доделывалась перед установкой, однако пресс-служба Церетели опровергла эту информацию.

## Описание
Композиция сделана из бронзы. Она представляет собой 6 человеческих фигур в натуральную величину: 5 взрослых и ребёнок. Трое взрослых узников прикрывают телами семью — отца, мать и ребёнка. Мать закрывает ребёнку рукой глаза чтобы ему не было страшно.
Высота памятника с постаментом 2 метра 70 сантиметров, высота фигур — 1 метр 80 сантиметров.
На постаменте выгравирована надпись трёх языках — русском, английском и иврите — «от президента РФ Владимира Путина и всего российского народа».